# Джон Траволта
Джон Траво́лта (англ. John Joseph Travolta; нар. 18 лютого 1954, Інглвуд, Нью-Джерсі, США) — американський актор та співак, що знявся у багатьох голівудських блокбастерах.

## Біографія
Траволта народився 18 лютого 1954 року в містечку Інглвуд, штат Нью-Джерсі. Він був молодшим з шести дітей в італійсько-ірландській родині. Батько походив із Сицилії, а мати — з Ірландії. Всі діти (сестри Еллен, Маргарет та Енні, брати Семмі та Джої) пізніше були тим чи іншим чином пов'язаними із засобами масової інформації або шоу-бізнесом, зокрема його сестра Еллен та брат Джої також є акторами. Воно й не дивно, бо мати вела клас акторської майстерності, а батько збудував для дітей маленьку сцену в підвалі, де вони могли ставити власні вистави.
Відтоді як малий Джон побачив актора Джеймса Кегні у фільмі «Янкі Дудл Денді», він захопився танцем. Єдиними уроками в школі, яким він присвячував більше необхідного мінімуму часу, стали уроки танців, котрі проводили негритянські вчителі. Водночас він відвідував уроки акторської майстерності Фреда Келлі, брата славетного актора й танцюриста Джина Келлі.
У 1970 в 16-річному віці хлопець покинув школу, рідне місто і переїхав до Нью-Йорка. Після невеликих ролей у мюзиклах «Циганка» та «Прощавай, пташко» він вирішив спробувати щастя в кіно, але перша спроба виявилася невдалою. Тому замість кіно він з'являється у телерекламі. У 18 років Траволта отримав роль у мюзиклі «Бріолін» про молодь 1950-х років та роки зародження рок-н-ролу. З цим мюзиклом трупа за участю Траволти виступала на Бродвеї та протягом 9 місяців об'їздила багато міст США. Джон також з'являється у мюзиклі «Десь там», у якому свого часу прославилися сестри Ендрюс.
Також він навчався у нью-йоркській «Actor's Studio», a 1975 року зіграв першу роль милого бешкетника Вінні Барбаріно у популярному телевізійному серіалі «З поверненням, Коттер» (Welcome Back Cotter). Фонографічна фірма «Midsong Records» оцінила привабливість дебютанта і запропонувала йому контракт на запис і 1976 року сингл «Let Her In» потрапив до американського Тор 40. Також у цей період популярність здобув твір у виконанні Траволти «Slow Dancing», витриманий як і попередній у традиційному поп-стилі.
Але все ж мрією хлопця залишалося кіно, тому він остаточно переїздить до Голлівуду. Там завдяки своєму шкільному приятелю Джеррі Уермсу йому вдається здійснити свій кінодебют у невеликій ролі в фільмі жахів «Диявольський дощ». А потім в 1976 він отримує роль у фільмі жахів режисера Брайана Де Пальми «Керрі» за твором Стівена Кінга. Згодом режисер Рендал Клайзер довіряє йому першу серйозну роль у телефільмі «Хлопець у пластиковій бульбашці» (за мотивами біографії Девіда Веттера) про молодика, що в результаті інфекції може дихати та жити лише у спеціально очищеній атмосфері. А вже потім прийшла та вимріяна роль танцюриста диско Тоні Манеро у стрічці режисера Джона Бедхема «Лихоманка суботнього вечора» (1977), яка зробила Траволту однією з найбільших зірок Голлівуду 1970-х років. Стрічка «Мастило» 1978 зміцнила позиції актора, а після ролі у «Міському ковбої» Траволта став не лише законодавцем моди на танці диско, а й законодавцем моди одягатися у ковбойському стилі.
У той період він також дуже вдало проявив себе як співак. Всі вокальні партії у фільмі «Мастило» (Grease) він виконує сам. Саундтрек з піснями («Sandy», «Greased Lightnin», «Summer Nights» та інші) з цього фільму очолював чарти альбомів у США і піднявся до другого місця у Великій Британії. В обох цих країнах (та ще в десятках інших) сингл з піснею «You're The One That I Want», котру Траволта виконує зі співачкою та партнеркою у фільмі «Бріолін» Олівією Ньютон-Джон, довго очолював чарти синглів. Однак кар'єру співака Траволта вирішив закінчити разом з поразкою 1978 року альбому «Sandy».
І хто б міг подумати, що після такого чудового старту Траволта буде майже забутий Голлівудом у 1980-х роках. В 1981 він ще раз знявся у Де Палми у захоплюючому трилері «Прокол», зробив спробу ще раз повторити успіх у мюзиклі «Залишаючись у живих», але на той час зацікавлення музикою диско вже минуло. Траволта намагався відродити фонографічний та кіноуспіх «Мастила» фільмом «Two Of A Kind» (1983, режисер Джон Херзфелд) та однойменною платівкою, записаною у дуеті з Олівією Ньютон-Джон.
Наступні 6 років актор з'являється лише у двох прохідних фільмах. Шанс нагадати про себе йому трапився лише 1989 року, коли режисерка Емі Хекерлінг згадала про колишнього ідола молоді й дала йому розкрити свій комедійний талант у стрічці «Дивись, хто говорить», яка була настільки вдалою, що пізніше з'явилося два її продовження. Вина за смугу невдач частково лежить на самому актору, бо він не особливо прагнув повернення до слави. Так після зйомок у другій частині «Дивись, хто говорить» він подався на цілий рік у навколосвітню подорож і Емі Хекерлінг ледве знайшла його і буквально затягнула на зйомки третьої частини картини, котра, до речі, була найменш вдалою. Таку недбалість він міг собі дозволити, бо отримував чималі гонорари за саундтреки до фільмів «Лихоманка суботнього вечора» та «Мастило», що непогано продаються й досі. Але й сам Траволта не сподівався на таке блискуче повернення до слави, яке сталося завдяки його ролі у фільмі Квентіна Тарантіно «Кримінальне чтиво» (1994).
Тарантіно пригадав героя його дитинства і запросив Траволту до своєї стрічки «Кримінальне чтиво» за сміховинно малу суму 140 тисяч доларів. Зате її успіх допоміг актору потім. За фільм «Схопити коротунчика» він отримав вже 5 мільйонів доларів, за зйомки у фільмі «Майкл» — 10 мільйонів, а тепер за кожну виконану роль «бере» до 20 мільйонів доларів. Він входить у першу десятку найбільш високооплачуваних акторів світу.

## Особисте життя
Під час зйомок у згаданому фільмі «Хлопець у пластиковій бульбашці» Джон закохався в акторку Даяну Гайленд, вдвічі старшу від нього, що виконувала у цьому фільмі роль його матері. Джон ще й зараз говорить, що Даяна була найбільшим коханням його життя, а прожиті з нею місяці вважає найщасливішими у своєму житті. Але Гайленд, що була також найбільшою його порадницею і з якою вони планували шлюб, 1977 року померла від раку грудей. Це було ударом для 23-річного Траволти. Невдачі 1980-х років можна пояснити внутрішньою пригніченістю. Його в ті часи не бачили з іншими жінками, тому Голлівудом кружляли чутки про гомосексуальність Траволти.
Мав романи з акторками Брук Шилдс та Марілою Геннер. З акторкою Келлі Престон познайомився 1988 року на зйомках у фільмі «Експерти». Молодша від нього на 8 років, Келлі вже була одного разу одружена й мала значну кількість романів. Вони побралися у Парижі 5 вересня 1991. У квітні 1992 року Престон народила сина Джетта. Пара мешкала у любові та цілковитій злагоді подалі від голлівудської метушні — на провінційній фермі. Після шлюбу Келлі практично відмовилася від акторської кар'єри, знімалася у фільмах дуже рідко. Зате стала активісткою руху зелених. Келлі Престон померла 12 липня 2020 року в Х'юстоні, Техас, у віці 57 років від раку молочної залози, який їй діагностували двома роками раніше.

## Захоплення

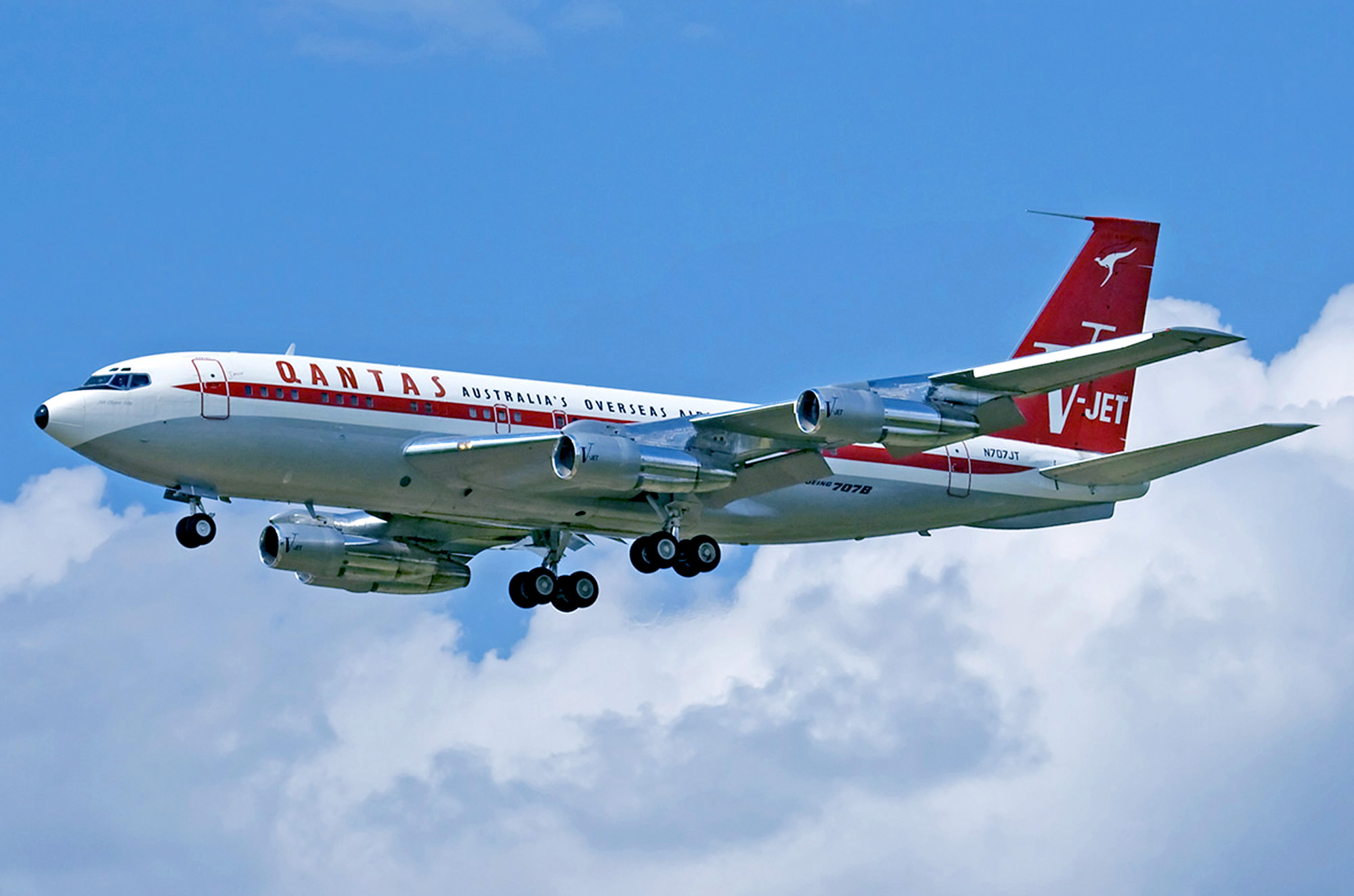
Boeing 707-138B Jett Clipper Ella, що належить Джону Траволті, на авіасалоні Ле-Бурже

Джон Траволта та його дружина Келлі належать до секти саєнтологів. Іншим великим захопленням Джона є їжа. Він не обмежує себе ні в чому і товстіє з такою ж швидкістю, з якою зростають гонорари за його ролі в кіно. Досить сказати, що за день актор з'їдає 8 повноцінних калорійних обідів.
Найбільшим його захопленням залишаються літаки. Ліцензію пілота він здобув ще у 21 рік і відтоді, коли це лише можливо, пересувається не авто чи потягом, а виключно на власних літаках, за кермом яких сидить сам. У гірші роки він навіть думав про те, аби піти працювати звичайним пілотом на регулярні пасажирські авіарейси. Це останнє захоплення тягнеться у нього з раннього дитинства. Тим більш дивно, що ніхто з родини (включаючи й самого Джона) не користувався літаками. Захоплення ж хлопчика було настільки сильним, що він збирав моделі літаків, використані авіаквитки і все інше, що хоч якось пов'язане з літаками. Більше того, він зберігає свою дитячу колекцію й досі. Свій перший політ Джон здійснив у 12 років. Він дуже довго збирав гроші, щоб просто так, без жодної мети, здійснити політ літаком з Ньюарка до Філадельфії і відразу тим же рейсом назад, доки батьки чекали на нього в аеропорту.

## Родина
- Донька — Елла Блю Траволта (нар. 2000), акторка і модель. Знялася разом зі своїми батьками у фільмі «Старі пси», зіграла невелику роль у відео Ведмедики Гаммі: Смачні клейкі пошуки Санти. Після цього була довга перерва в акторській діяльності, разом з батьком зіграла також у фільмі «Отруйна троянда»[5].

## Дискографія
- 1976: John Travolta
- 1977: Can't Let You Go
- 1978: Sandy
- 1978: Whenever I'm Away From You
- 1978: Grease (soundtrack)
- 1983: Two Of A Kind (soundtrack)
- 1996: Sings
- 1996: Best Of John Travolta — Let Her In

## Фільмографія
- 1975 — «Десятий рівень» — Джон
- 1975 — «Диявольський дощ» (The Devil's Rain) — Денні
- 1976 — «Керрі» (Carrie) — Біллі Нолан
- 1976 — «Хлопець у пластиковій бульбашці» (The Boy in the Plastic Bubble) (телефільм) — Тод Любіч
- 1977 — «Лихоманка суботнього вечора» (Saturday Night Fever) — Тоні Манеро
- 1978 — «Момент за моментом» (Moment By Moment) — Стріп Гаррісон
- 1978 — «Бріолін» (Grease) — Даніель «Денні» Зуко
- 1980 — «Міський ковбой» (Urban Cowboy) — Баффорд «Бад» Уан Девіс
- 1981 — «Прокол» (Blow Out) — Джек Террі
- 1983 — «Залишатись живим» (Staying Alive) — Тоні Манеро
- 1983 — «Двоє родичів» (Two of a Kind) — Зак Мелон
- 1985 — «Ідеально» — Адам Лоуренс
- 1987 — «Дурний швейцар» (The Dumb Waiter) (телефільм) — Бен
- 1989 — «Дивись, хто говорить» (Look Who's Talking) — Джеймс Убріакко
- 1989 — «Експерти» (The Experts) — Тревіс
- 1990 — «Дивись, хто говорить знову» (Look Who's Talking Too) — Джеймс Убріакко
- 1991 — «Крик» (Shout) — Джек Кейб
- 1991 — «Очі янгола» (Eyes of an Angel) — Боббі
- 1991 — «Золоті ланцюги» (Chains of Gold) — Скотт Барнс
- 1992 — «Борис і Наташа» (Boris and Natasha) — камео
- 1993 — «Дивись, хто говорить тепер» (Look Who's Talking Now) — Джеймс Убріакко
- 1994 — «Кримінальне чтиво» (Pulp Fiction) — Вінсент Вега
- 1995 — «Знайти коротуна» (Get Shorty) — Чилі Палмер
- 1995 — «Тягар білої людини» (White Man's Burden) — Луїс Піннок
- 1996 — «Майкл» (Michael) — Майкл
- 1996 — «Феномен» (Phenomenon) — Джордж Моллі
- 1996 — «Зламана стріла» (Broken Arrow) — майор Вік «Дік» Діккенс
- 1997 — «Скажене місто» — Сем Бейлі
- 1997 — «Без обличчя» — Шон Арчер/Кастор Трой
- 1997 — «Вона така гарна» — Джой Джермоні
- 1998 — «Цивільний позов»[en] (A Civil Action) — Ян Шліхтманн
- 1998 — «Тонка червона лінія» — бригадний генерал Квінтерд
- 1998 — «Основні кольори» — губернатор Джек Стентон
- 1999 — «Дочка генерала» — старший ворент-офіцер Пол Бреннер
- 1999 — «Наш друг, Мартін» — батько Кайла
- 2000 — «Щасливі номери» — Расс Річардс
- 2000 — «Поле бою: Земля» — Терл
- 2001 — «Прихована загроза» — Френк Морісон
- 2001 — «Пароль «Риба-Меч»» — Габріел Шир
- 2002 — «Остін Паверс: Ґолдмембер» (Austin Powers in Goldmember) — Голдмембер / грає самого себе
- 2003 — «База «Клейтон»» — Том Харді
- 2004 — «Вогняна драбина» — Майк Кеннеді
- 2004 — «Любовна пісня для Боббі Лонга» — Боббі Лонг
- 2004 — «Каратель» — Говард Сейнт
- 2005 — «Будь крутішим!» (Be Cool) — Чилі Палмер
- 2006 — «Самотні серця» / (Lonely Hearts) — Елмер Робінсон
- 2007 — «Лак для волосся» — Една Торнблед
- 2007 — «Реальні кабани» — Вуді Стівенс
- 2008 — «Вольт» — Вольт (озвучування)
- 2009 — «Захоплення підземки 123» — Бернард Райдер
- 2009 — «Старі пси» — Чарлі
- 2010 — «З Парижа з любов'ю» — Чарлі Вакс, агент ЦРУ
- 2012 — «Дикуни» — Денніс
- 2013 — «Сезон убивць» — Еміль Ковач
- 2014 — «Фальсифікатор» — Рей Каттер
- 2016 — «Я — гнів»
- 2018 — «Кодекс Готті» — Джон Готті
- 2019 — «Отруйна троянда» — Карсон Філліпс